# Зіньківська сільська рада
Зі́ньківська сільська́ ра́да — орган місцевого самоврядування Зіньківської сільської громади в Хмельницькому районі Хмельницької області. Розташована у селі Зіньків.

## Склад ради
Рада складалася з 16 депутатів та голови.
- Голова ради: Гуменюк Олександр Миколайович
- Секретар ради: Рибак Валентина Миколаївна

### Керівний склад попередніх скликань
| Прізвище, ім'я, по батькові   | Основні відомості                                                         | Дата обрання | Дата звільнення |
| ----------------------------- | ------------------------------------------------------------------------- | ------------ | --------------- |
| Гуменюк Олександр Миколайович | Сільський голова, 1954 року народження, освіта вища, член Народної партії | 26.03.2006   | 31.10.2010      |
| Гуменюк Олександр Миколайович | Сільський голова, 1954 року народження, освіта вища, член Народної партії | 31.10.2010   |                 |

Примітка: таблиця складена за даними сайту Верховної Ради України

### Депутати
За результатами місцевих виборів 2010 року депутатами ради стали:

#### За суб'єктами висування
| Суб'єкт висування | Кількість обраних депутатів | %    |
| ----------------- | --------------------------- | ---- |
| Народна партія    | 7                           | 43,8 |
| Партія регіонів   | 7                           | 43,8 |
| Самовисування     | 2                           | 12,5 |

#### За округами
| № округу        | Прізвище, ім'я, по батькові      | Дата визнання обраним | Освіта             | Партійна приналежність | Відомості про обраного депутата |
| --------------- | -------------------------------- | --------------------- | ------------------ | ---------------------- | --- |
| Народна Партія  |                                  |                       |                    |                        | |
| 2               | Рибак Валентина Миколаївна       | 01.11.2010            | вища               | позапартійна           | Управління пенсійного Фонду України у Віньковецькому районі, заступник начальника управління — начальник відділу надходження платежів |
| 3               | Вох Марія Степанівна             | 01.11.2010            | вища               | позапартійна           | Зіньківський навчально-виховний комплекс, директор                                                                                    |
| 5               | Брендак Олег Сергійович          | 01.11.2010            | середня спеціальна | позапартійний          | тимчасово не працює |
| 8               | Гайбура Людмила Григорівна       | 01.11.2010            | середня спеціальна | позапартійна           | Зіньківська сільська рада, головний бухгалтер                                                                                         |
| 10              | Савицький Валентин Іванович      | 01.11.2010            | середня спеціальна | член Партії регіонів   | Фермерське господарство «Ліберті», голова                                                                                             |
| 11              | Івахов Анатолій Іванович         | 01.11.2010            | вища               | позапартійний          | Фермерське господарство «Краєвид», працівник                                                                                          |
| 13              | Савицький Анатолій Володимирович | 01.11.2010            | середня            | позапартійний          | приватний підприємець |
| Партія регіонів |                                  |                       |                    |                        | |
| 1               | Пасічник Сергій Олексійович      | 01.11.2010            | середня спеціальна | член Партії регіонів   | Віньковецька Філія «ВАТ Хмельницькгаз», слюсар наладчик                                                                               |
| 4               | Рогатюк Володимир Михайлович     | 01.11.2010            | вища               | член Партії регіонів   | Фермерське господарство «Зіньківчанка», голова                                                                                        |
| 6               | Студенець Людмила Олександрівна  | 01.11.2010            | вища               | член Партії регіонів   | Зіньківська ветеринарна лікарня, ветлікар                                                                                             |
| 7               | Гайбура Віталій Степанович       | 01.11.2010            | середня            | член Партії регіонів   | приватний підприємець |
| 9               | П'янковська Людмила Іванівна     | 01.11.2010            | вища               | позапартійна           | Зіньківський навчально-виховний комплекс, вчитель                                                                                     |
| 12              | Музика Тетяна Петрівна           | 01.11.2010            | вища               | член Партії регіонів   | Віньковецький територіальний центр обслуговування пенсіонерів, соціальний працівник                                                   |
| 14              | Карвасарний Володимир Васильович | 01.11.2010            | середня            | член Партії регіонів   | Ярмолинецьке лісництво, верстатник |
| Самовисування   |                                  |                       |                    |                        | |
| 15              | Багрійчук Людмила Іванівна       | 01.11.2010            | середня спеціальна | позапартійна           | Сільський клуб, завідувачка |
| 16              | Пиріжок Галина Петрівна          | 01.11.2010            | середня спеціальна | позапартійна           | Сільська бібліотека, завідувачка |